# Tavarres King
Tavarres King (Mount Airy, 14 luglio 1990) è un giocatore di football americano statunitense che gioca nel ruolo di wide receiver per i Minnesota Vikings della National Football League (NFL). Fu scelto nel corso del quinto giro (161º assoluto) del Draft NFL 2013 dai Denver Broncos. Al college ha giocato a football all’Università della Georgia.

## Carriera professionistica

### Denver Broncos
King fu scelto nel corso del quinto giro del Draft 2013 dai Denver Broncos.

### Carolina Panthers
Il 21 ottobre 2013, dopo essere stato svincolato dai Broncos, King firmò coi Carolina Panthers.

### New York Giants
L'8 gennaio 2017, King segnò l'unico touchdown della sua squadra nella gara di playoff persa contro i Green Bay Packers, su un passaggio da 41 yard di Eli Manning.

## Statistiche
| Partite totali         | 8 |
| Partite da titolare    | 0 |
| Yard su ricezione      | 6 |
| Touchdown su ricezione | 0 |